# فتى معبد بعلشلم

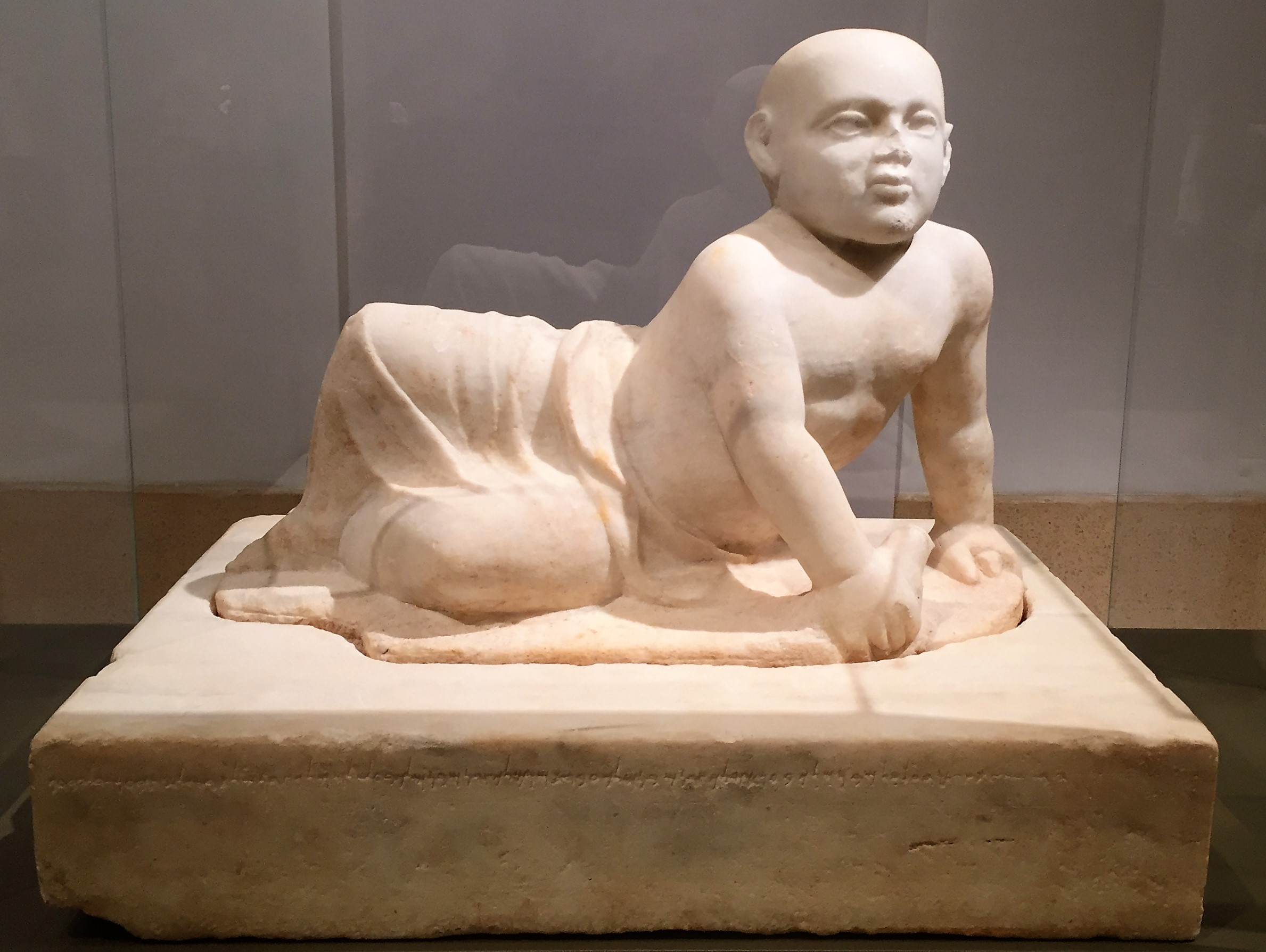
التمثال الموجود في متحف بيروت الوطني، مع النقش الموجود على القاعدة

فتى معبد بعلشلم (بالفينيقية 𐤁𐤏𐤋𐤔𐤋𐤌 بعلشلم)، هو تمثال نذري لصبي معبد يحمل نقشًا فينيقيًا يُعرف بالرمز KAI 281 .يبلغ ارتفاعه 35 سم، عثر عليه موريس دوناند مع عدد من التماثيل النذرية الأخرى للأطفال في معبد أشمون في عامي 1963 و1964م، وهو موجود حالياً في متحف بيروت الوطني . 
كان اكتشاف قاعدة التمثال بشكل منفصل عن التمثال؛ وفي وقت متأخر من عام 1974م كتب مولن Everett Mullen: "تم العثور على قاعدة والنقش عليها فقط؛ وهي تحتوي على تجويف كبير في الأعلى حيث من المتوقع وجود منحوتة الطفل الجالس على غرار الصور الأخرى التي اكتشفت إلى جانب هذا النقش". 

يرد في النقش أربعة أسماء لم تكن معروفة سابقًا لملوك صيدا ، والتي تتوافق تمامًا مع الأسماء الموجودة على العملات المعدنية الصيداوية المعروفة.   وقد أمكن ترجمة النقش على النحو التالي:
هذا التمثال الذي قدمه بعلشلم بن الملك بعنا ملك الصيدونيين بن الملك عبد آمون ملك الصيدونيين بن الملك بعلشلم ملك الصيدونيين لسيده أشمون عند نبع يدل ليرحمه.
يعود تاريخ النقش إلى نهاية القرن الخامس ق.م. ولا يُعرف أي شيء آخر عن الملوك المذكورين في النقش. 
وفقًا لجوزيت إيلاي ، يمثل التمثال عبدشتارت الأول ، وهو ابن بعلشلم الثاني. 

## هوامش
1. ↑  Vadim S. Jigoulov (8 أبريل 2016). The Social History of Achaemenid Phoenicia: Being a Phoenician, Negotiating Empires. Routledge. ص. 56–. ISBN:978-1-134-93809-4.
2. ↑  Mullen, Everett T. “A New Royal Sidonian Inscription.” Bulletin of the American Schools of Oriental Research, no. 216 (1974): 25–30. https://doi.org/10.2307/1356332. نسخة محفوظة 2024-07-13 على موقع واي باك مشين.
3. ↑  Betlyon, J. (2005). A People Transformed Palestine in the Persian Period. Near Eastern Archaeology, 68(1/2), 4-58. Retrieved September 2, 2020, from http://www.jstor.org/stable/25067592; "كانت إحدى العملات المعدنية الصيداوية بقيمة "الثقل المزدوج" تصور على الوجه الأمامي سفينة حربية تابعة للبحرية الصيداوية في البحر ، بينما يظهر على الوجه الخلفي الملك الفارسي العظيم راكباً عربة تجرها الخيول ويتبعه ملك صيدا في دوره كرئيس كهنة للعبادة الملكية. وكانت هذه العملات المعدنية تحمل اختصارات لأسماء ملوك صيدا المختلفين وأنظمة تأريخ تتوافق مع سنوات الحكم. وقد نُشر في ستينيات القرن العشرين نقش من بستان الشيخ، بالقرب من صيدا، وذكر عدة أسماء غير معروفة من قبل لملوك صيدا. وتتوافق أسماء هؤلاء الحكام بشكل مذهل مع قائمة الملوك من النقش المذكور أعلاه" نسخة محفوظة 2024-08-06 على موقع واي باك مشين.
4. ↑  Teixidor, Javier. “Bulletin d’épigraphie Sémitique 1972.” Syria 49, no. 3/4 (1972): 413–49; Number 115 and accompanying photo ""النقش بخط واحد طوله 50 سم محفور على كتلة من الرخام تدعم تمثال الطفل الجالس. نسخة محفوظة 2024-09-20 على موقع واي باك مشين.
5. ↑  Hélène Sader (23 نوفمبر 2019). The History and Archaeology of Phoenicia. SBL Press. ص. 109–. ISBN:978-0-88414-406-9.
6. ↑  Elayi, J. (2006). An updated chronology of the reigns of phoenician kings during the Persian period (539-333 BCE); "وقد كرس هذا الملك الأخير للإله أشمون ما يسمى بتمثال "فتى المعبد"، والذي يمثل ابنه الذي لم يذكر اسمه، والذي كان لا يزال طفلاً رضيعًا... وكما تبين، فإن عبدشتارت الأول كان الطفل الذي يمثله تمثال الفتى المعبد المذكور أعلاه." نسخة محفوظة 2024-01-27 على موقع واي باك مشين.